# HLA-A
HLA-A (англ. HLA class I histocompatibility antigen, A-3 alpha chain) – білок, який кодується однойменним геном, розташованим у людей на короткому плечі 6-ї хромосоми. Довжина поліпептидного ланцюга білка становить 365 амінокислот, а молекулярна маса — 40 841.
| 10         |  | 20         |  | 30         |  | 40         |  | 50         |
| ---------- |  | ---------- |  | ---------- |  | ---------- |  | ---------- |
| MAVMAPRTLL |  | LLLSGALALT |  | QTWAGSHSMR |  | YFFTSVSRPG |  | RGEPRFIAVG |
| YVDDTQFVRF |  | DSDAASQRME |  | PRAPWIEQEG |  | PEYWDQETRN |  | VKAQSQTDRV |
| DLGTLRGYYN |  | QSEAGSHTIQ |  | IMYGCDVGSD |  | GRFLRGYRQD |  | AYDGKDYIAL |
| NEDLRSWTAA |  | DMAAQITKRK |  | WEAAHEAEQL |  | RAYLDGTCVE |  | WLRRYLENGK |
| ETLQRTDPPK |  | THMTHHPISD |  | HEATLRCWAL |  | GFYPAEITLT |  | WQRDGEDQTQ |
| DTELVETRPA |  | GDGTFQKWAA |  | VVVPSGEEQR |  | YTCHVQHEGL |  | PKPLTLRWEL |
| SSQPTIPIVG |  | IIAGLVLLGA |  | VITGAVVAAV |  | MWRRKSSDRK |  | GGSYTQAASS |
| DSAQGSDVSL |  | TACKV      |  |            |  |            |  |            |

A: Аланін

C: Цистеїн

D: Аспарагінова кислота

E: Глутамінова кислота

F: Фенілаланін

G: Гліцин

H: Гістидин

I: Ізолейцин

K: Лізин

L: Лейцин

M: Метіонін

N: Аспарагін

P: Пролін

Q: Глутамін

R: Аргінін

S: Серин

T: Треонін

V: Валін

W: Триптофан

Кодований геном білок за функцією належить до фосфопротеїнів. 
Задіяний у таких біологічних процесах, як імунітет, взаємодія хазяїн-вірус. 
Локалізований у мембрані.